# Elapomorphus
Elapomorphus is een geslacht van slangen uit de familie toornslangachtigen (Colubridae) en de onderfamilie Dipsadinae.

## Naam en indeling
De wetenschappelijke naam van de groep werd voor het eerst voorgesteld door Arend Friedrich August Wiegmann in Leopold Fitzinger in 1843. Er zijn twee soorten, een derde soort, Elapomorphus spegazzinii, wordt tegenwoordig als synoniem van Phalotris lemniscatus gezien.

### Soorten
Het geslacht omvat de volgende soorten, met de auteur en het verspreidingsgebied.
| Naam                         | Auteur        | Verspreidingsgebied                                          |
| ---------------------------- | ------------- | ------------------------------------------------------------ |
| Elapomorphus quinquelineatus | Raddi, 1820   | Brazilië (Rio Grande do Sul, Santa Catarina, Rio de Janeiro) |
| Elapomorphus wuchereri       | Günther, 1861 | Brazilië (Bahia, Espirito Santo, Minas Gerais)               |

## Verspreiding en habitat
De soorten komen voor in delen van Zuid-Amerika en leven endemisch in Brazilië. Ze komen voor in de deelstaten Rio Grande do Sul, Santa Catarina, Rio de Janeiro, Bahia, Espírito Santo en Minas Gerais. De habitat bestaat uit vochtige tropische en subtropische laaglandbossen.

## Beschermingsstatus
Door de internationale natuurbeschermingsorganisatie IUCN is aan beide soorten een beschermingsstatus toegewezen. De slangen worden beschouwd als 'veilig' (Least Concern of LC).